# Barnett (przedsiębiorstwo)
Barnett – francuskie przedsiębiorstwo produkujące akcesoria i odzież sportową, założone w 1991.
Barnett skupia się na produkcji wyposażenia dla sportów drużynowych, takich jak baseball, futbol amerykański, rugby, piłka ręczna, piłka nożna. Specjalnością są kije baseballowe, rękawice, piłki, oraz ochraniacze futbolowe, rękawiczki. Na przestrzeni lat firma rozpoczęła również produkcję tekstyliów rowerowych, narciarskich, biegowych i golfowych.

## Certyfikaty
- Piłki Barnett są oficjalnymi piłkami ligi rugby w Serbii 2011
- Piłki nożne Barnett zostały zaakceptowane przez FIFA w 1998 roku
- Ochraniacze i kaski do rugby posiadają atest IRB
- Piłki baseballowe Barnett (OL1) były oficjalnymi piłkami mistrzostw Francji w sezonie 2011-2012